# Claudio Cupellini
Claudio Cupellini (Camposampiero, 18 febbraio 1973) è un regista e sceneggiatore italiano.

## Biografia
Ha esordito nel 1999 col cortometraggio Le diable au vélo, a cui seguono altri corti fino al 2006. Nel 2006 ha realizzato un episodio del film 4-4-2 - Il gioco più bello del mondo, lavorando al fianco di Michele Carrillo, Francesco Lagi e Roan Johnson.
Nel 2007 realizza il lungometraggio Lezioni di cioccolato, una commedia leggera che affronta i temi della precarietà del lavoro e l'integrazione.
Nel 2010 il suo film Una vita tranquilla partecipa alla quinta edizione del Festival Internazionale del Film di Roma, aggiudicandosi il Premio Marc'Aurelio d'Argento della Giuria al migliore attore per Toni Servillo. Inoltre ottiene tre candidature ai David di Donatello 2011.
Nel 2014 realizza, assieme ai colleghi Stefano Sollima e Francesca Comencini, la serie televisiva Gomorra - La serie, trasposizione dell'omonimo romanzo di Roberto Saviano. La serie debutta a maggio su Sky Atlantic.
Nel 2015 viene distribuito il film Alaska.
Nel 2021 viene distribuito il suo  La terra dei figli, film post-apocalittico  tratto dall'omonimo fumetto di Gipi.

## Filmografia

### Cortometraggi
- Le diable au vélo (1999)
- Come tu mi vuoi (2000)
- La talpa (2005)

### Lungometraggi
- Chi ci ferma più, episodio del film Sei pezzi facili (2004)
- La donna del mister, episodio del film 4-4-2 - Il gioco più bello del mondo (2006)
- Lezioni di cioccolato (2007)
- Una vita tranquilla (2010)
- Alaska (2015)
- La terra dei figli (2021)

### Televisione
- Gomorra - La serie - serie TV, 19 episodi (2014-2021)
- Storia della mia famiglia – serie TV, 6 episodi (2025)